# چنگور
چنگور، روستایی از توابع بخش سجاس‌رود شهرستان خدابنده در استان زنجان ایران است.روستای چنگور یکی از روستاهای استان زنجان در ایران است. این روستا در بخش مرکزی شهرستان زنجان قرار دارد و از جمله مناطق زیبا و سرسبز این استان محسوب میشود. چنگور به دلیل طبیعت بکر و آب و هوای مطبوع، به ویژه در فصل بهار و تابستان، مورد توجه گردشگران و طبیعتدوستان قرار میگیرد.
اقتصاد این روستا عمدتاً بر پایه کشاورزی و دامداری استوار است و محصولاتی مانند گندم، جو، سیبزمینی و انواع میوهها در آن کشت میشود. همچنین، دامداری و تولید لبنیات نیز از دیگر فعالیتهای اقتصادی مهم در این منطقه است.
روستای چنگور دارای جاذبههای طبیعی متعددی از جمله رودخانهها، جنگلها و مراتع سرسبز است که آن را به مقصدی جذاب برای گردشگری تبدیل کرده است. اگر قصد سفر به این منطقه را دارید، بهتر است در فصول گرم سال اقدام کنید تا از زیباییهای طبیعت آن نهایت استفاده را ببرید.

## معنی چنگور در لغت‌نامه دهخدا
چنگور. [چ َ] (اِخ) از قرای سجاس رود زنجان خالصه دیوان قدیم النسق، پنجاه خانوار سکنه دارد. زراعتش از یک رشته قنات و یک چشمه مشروب می‌شود. حاصلش غله دیمی و آبی است. (مرآت البلدان ج ۴ص ۲۷۴ و ۲۷۵). دهی است جزء دهستان سجاس رود بخش قیدار شهرستان زنجان در ۱۲ هزار گزی شمال باختری قیدار و ۹ هزارگزی راه مالرو عمومی واقع شده‌است. دامنه و سردسیر است. ۴۰۶ تن سکنه دارد. از چشمه و سجاس رود مشروب می‌شود. محصولش غلات و بنشن است. قلمستان دارد و شغل اهالی بیشتر زراعت و قالیچه، گلیم و جاجیم بافی است. راهش مالرو است. (از فرهنگ جغرافیایی ایران ج ۲).

### جمعیت
این روستا در دهستان سجاس‌رود قرار دارد و براساس سرشماری مرکز آمار ایران در سال ۱۳۹۵، جمعیت آن ۴۸۹ نفر (۱۶۰خانوار) بوده‌است که از این جامعه آماری ۲۴۳نفر را زنان و۲۴۶نفر را مردان تشکیل می‌دهند.
بروزترین‌ها:
جمعیت روستای چنگور، آذرماه۹۸ :۴۹۶نفر

### میراث فرهنگی
تپه قبرستان کهنه چنگور مربوط به دوران‌های تاریخی پس از اسلام است و در شهرستان خدابنده، بخش سجاسرود، روستای چنگور واقع شده و این اثر در تاریخ ۷ مهر ۱۳۸۱ با شمارهٔ ثبت ۶۳۸۶ به‌عنوان یکی از آثار ملی ایران به ثبت رسیده‌است.
ولی متأسفانه به دلیل گمنامی و ناشناس ماندن و عدم رسیدگی مسؤولان میراث فرهنگی تبدیل به مزارع زراعی شده!!

### بازی‌های محلی
گیزلن پانچ
بازی گیزلن پانچ نیز به این ترتیب بود که یک نفر به قید قرعه از میان افراد انتخاب می‌شد و چشم می‌گذاشت، یعنی چشم‌های خود را با دست می‌گرفت و رو به دیوار می‌ایستاد و منتظر می‌ماند تا نفرات خود را در گوشه و کنار محوطه پنهان کنند. سپس با سوت زدن اعلام می‌کردند که می‌تواند دنبال آنها بگردد. نفری که چشم گذاشته بود با دقت و هوشیاری دنبال افراد می‌گشت. نفرات هم سعی می‌کردند قبل از آنکه پیدا شوند، خود را به محلی که او چشم بسته در آنجا ایستاده بود، برسانند. در این بازی اگر کسی نتواند خود را به محل اصلی بازی برساند یا از دست نفر چشم بسته ضربه بخورد، جایش را با نفر چشم بسته عوض می‌کند و بازی ادامه پیدا می‌کند.
اوزوک، اوزوک
یکی دیگر از بازی‌های محلی اوزوک، اوزوک بود و ابزار بازی نیز شامل یک انگشتر کوچک یا سنگریزه یا هر شیء دیگری بود که به نحوی کامل در مشت جای می‌گرفت. این بازی نیز از بازی‌های بسیار مفرح و هیجان انگیزی بود که در گذشته مرسوم بوده و در محافل خانوادگی و اجتماعات مختلف به آن می‌پرداختند
در این بازی، افراد به ۲ گروه مساوی تقسیم شد و هر گروه برای خود اوستایی انتخاب می‌کردند. اوستا از میان افراد مجرب و کار کشته انتخاب می‌شد و پس از انتخاب اوستا بازی شروع می‌شد. این بازی بیش از هر زمانی در شب‌نشینی‌های خانوادگی انجام می‌گیرد.

### کشاورزی و باغداری
اکثراً اهالی چنگور به کشاورزی مشغولند و محصولات کشاورزی عمدتاً گندم، جو، سیب زمینی، گوجه، خیار، آفتابگردان، یونجه و ذرت می‌باشد. باغداری در چنگور زیاد به چشم نمی‌خورد و هرکس به اندازه نیاز خود باغچه‌هایی درست کرده‌است میوه‌های موجود عبارت انداز: سیب، زردآلو، آلبالو و گیلاس. در کنار کشاورزی مردم به کار دامداری و پرورش احشام نیز اشتغال دارند.

### آب و هوا
این روستا دارای زمستانهایی بسیار سرد و خشن و تابستانهایی معتدل می‌باشد. بارندگی در آن معمولاً از اوایل آذر ماه تا اواخر اسفند به صورت برف بوده و در بقیّه ماه‌ها به شکل باران می‌باشد.